# Willem I van Urach

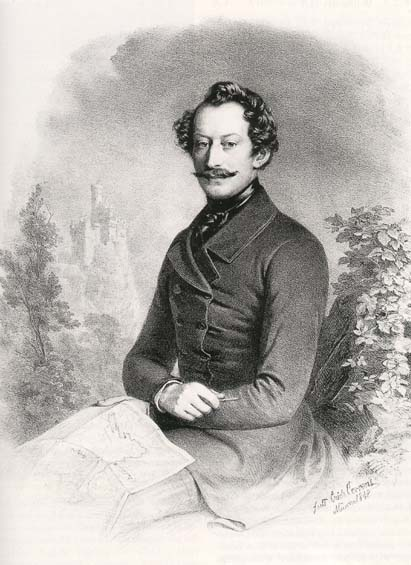
Willem I van Urach

Frederik Willem Alexander Ferdinand van Urach (Stuttgart, 6 juli 1810 — Lichtenstein, 16 juli 1869) was de eerste hertog van Urach en een graaf van Württemberg en een officier in het Württembergse leger.
Hij was het derde kind en de tweede zoon van Willem Frederik van Württemberg, een broer van koning Frederik I van Württemberg en Wilhelmina van Tunderfeldt-Rhodis. Hij werd op 28 mei 1857 verheven tot eerste hertog van Urach, met als aanspreektitel Doorluchtige Hoogheid.
Hij trad op 8 februari 1841 in het huwelijk met Théodelinde van Leuchtenberg, een dochter van Eugène de Beauharnais en Augusta van Beieren (een zuster van onder anderen aantshertogin Sophie van Oostenrijk, van hertogin Ludovika in Beieren, van koningin Elise van Pruisen, en van koningin Amalie van Saksen). Met haar kreeg hij vier dochters, waarvan er maar twee waren die hem overleefden: 
- Auguste-Eugénie Wilhelmine Marie Pauline Friederike (1842-1916)

⚭ 1865 graaf Parzival Rudolf von Enzenberg

⚭ 1877 graaf Franz von Thun en Hohenstein
- Marie Joséphine Friederike Eugénie Wilhelmine Théodelinde (1844-1864)
- Eugénie-Amalie Auguste Wilhelmine Théodelinde (1848-1867)
- Mathilde Auguste Pauline Wilhelmine Théodelinde (1854-1907) ⚭ 1874 prins Paolo Altieri van Viano

In 1857 werd hij weduwnaar, waarop hij hertrouwde met de drieëntwintig jaar jongere prinses Florinde van Monaco. Met haar kreeg hij twee kinderen:
- Willem Karel (1864-1928)
- Karel Jozef (1865-1925)